# Родригес, Сантьяго Алехандро
Сантьяго Алехандро Родригес (исп. Santiago Alejandro Rodríguez; род. 23 августа 1997, Аризона, Сан-Луис) — аргентинский футболист, нападающий клуба «Архентинос Хуниорс».

## Клубная карьера
Родригес — воспитанник клуба «Эстудиантес Сан-Луис». 6 мая 2015 года в матче против «Сентраль Кордова» он дебютировал в Примера B Насьональ. 1 ноября в поединке против «Институто» забил свой первый гол за «Эстудиантес Сан-Луис». В 2020 года Родригес перешёл в «Альмагро». 28 ноября в матче против «Химнасии Хухуй» он дебютировал за новую команду. 27 декабря в поединке против «Олл Бойз» Сантьяго забил свой первый гол за «Альмагро».
В 2022 году Родригес перешёл в «Институто». 14 февраля в матче против «Эстудиантес Рио Куарто» он дебютировал за новую команду. 28 февраля в матче против «Альмагро» Сантьяго забил свой первый гол за «Институто». По итогам сезона игрок помог клубу выйти в элиту. 29 января 2023 года в матче против «Атлетико Сармьенто» он дебютировал в аргентинской Примере.
Летом 2024 года Родригес перешёл в «Архентинос Хуниорс».